# ショットガン・シークエンシング法
ショットガン・シークエンシング法 は長いDNAの塩基配列の決定に対して適用される配列決定手法。 
まず長い配列を短いランダムな断片としてクローニングし、最初にそれらの配列を決定する。
このとき一本の長いDNA鎖から沢山のコピーを取り、断片同士がオーバーラップするようにしておく。
最終的に、これらのオーバーラップ部分についてコンピュータ上でアライメントを行い、元の長い塩基配列を決定する。
簡略化した例として2本の断片の場合を以下に示す。
```
元の配列                : XXXAGCATGCTGCAGTCATGCTTAGGCTAXXXX
```

```
第1回のショットガン配列  : XXXAGCATGCTGCAG
                                      TCATGCTTAGGCTAXXXX
```

```
第2回のショットガン配列  :                      TTAGGCTAXXXX
                       XXXAGCATGCTGCAGTCATGC
```

```
再構築された配列        :  XXXAGCATGCTGCAGTCATGCTTAGGCTAXXXX
```

実際に適用する際は数千から数百万件の配列を扱うことになり、またデータ中には転写やシークエンシングなどのエラーも入ってくる。
このため実際のプロジェクトでこれらのアライメントの計算を行うには膨大な計算機資源が要求される。
2000年にはショットガン・シークエンシング法は、セレラ・ジェノミクス社によって
ヒトのゲノム（ヒトゲノム計画）にも適用されており、そこではヒトのDNAを正確に
アライメントするために幾つものスーパーコンピュータが数ヶ月にも亘ってフル稼働したとされる。